# Muzaffarabád
Muzaffarabád (Hindsky: मुज़फ्फराबाद urdsky مظفر آباد ‎) je hlavní město provincie Azad Kašmír v Pákistánu. Nachází se na březích řek Jhelum a Neelum ve stejnojmenném regionu Muzaffarabád. Podle sčítání lidu z roku 1998 region obývalo 725 000 lidí, kdy rok poté se populace odhadovala už na 741 000 lidí.
Město se nachází 138 kilometrů od Islámábádu a města Rawalpindi, či 76 kilometrů od Abbottabádu. Ve městě se mísí mnoho kultur a jazyků. Hlavním jazykem je však Hindština. Mikroklima oblasti je velmi ovlivňováno právě řekami v okolí města.

## Historie

### Moderní historie
Nynější jméno města "Muzaffarabád" (což v překladu znamená Muzaffarovo město) pochází od jména sultána Raja Muzaffara Khana. Po válce v letech 1948–1949 bylo město povýšeno do statusu hlavního města provincií Azad Džammú a Kašmír.

#### Zemětřesení v roce 2005
Město se nahází blízko epicentra zemětřesení, které postihlo Kašmír 8. října roku 2005. Katastrofa zde zničila 50 % budov.

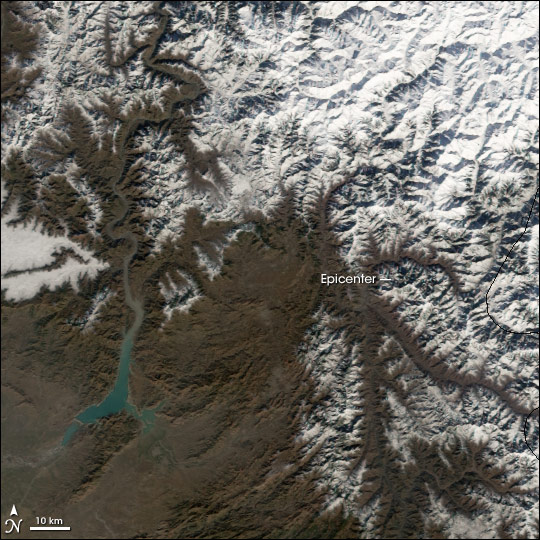
Satelitní snímek oblasti z roku 2006 s vyznačeným epicentrem.
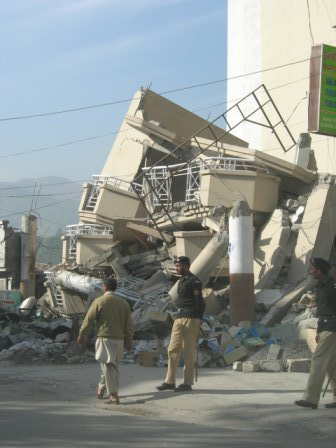
Zničený hotel Sangam.

## Zajímavost města
Ve městě se nachází dvě pevnosti na březích řeky Neelum, které jsou známé jako červená a černá pevnost.
Červená pevnost byla dokončena roku 1646 za vlády sultána Muzaffara Khána, který byl zakladatelem města. Pevnost je obklopena ze tří stran řekou Neelum a tak bylo nutné vybudovat protipovodňovou ochranu.